# هامور مموه
الهامور المُمَوَّهُ (الاسم العلمي Epinephelus polyphekadion)، نوع من الهامور وفصيلة القرفصية.
ينتشر الهامور المموه على نطاق واسع في جميع أنحاء البحار الاستوائية لمنطقة المحيط الهادي الهندي من الساحل الشرقي لأفريقيا إلى بولينيزيا الفرنسية، وهو موجود أيضًا في ولاية البحر الأحمر. يطول نحو 90 سم.
موائله الطبيعية البحار المفتوحة، والبحار الضحلة، وتحت المد والجزر، والشعاب المرجانية، والشواطئ الصخرية، والبحيرات الساحلية المالحة.
وهو مهدد بسبب الصيد التجاري والجائر، وكذلك بسبب تدهور الشعاب المرجانية.